# Viterbói Jakab
Viterbói Jakab (latinul: Jacobus de Viterb[i]o, olaszul: Giacomo de Viterbo), eredeti nevén Giacomo Capocci (Viterbo, 1255 körül – Nápoly, 1308) középkori olasz filozófus és teológus.
Ágoston-rendi szerzetes volt. Több írás maradt fenn tőle, így az Abbrevatio Sententiarum Aegidii, a De regimine christiano című politikai értekezés, és különböző Quaestiok, amelyek közül jelentős a Quaestiones de praedicamentis in divinis.

## További irodalom
- Étienne Gilson: A középkori filozófia története. Budapest: Kairosz Kiadó. 2015.  ISBN 9789636627850 , 581–582. o.